# Eva Le Campion
Eva Le Campion, nome artístico de Eva Cristina Le Campion (Maceió, 16 de abril de 1960) é uma  artista plástica brasileira contemporânea.

## Biografia
Eva Le Campion nasceu na capital alagoana em 16 de abril de 1960. Filha de Edmond Le Campion e Maria José Le Campion Chalita, teve contato com o meio artístico muito cedo devido a veia artística de sua família (sua mãe era artista plástica e seu tio era o famoso pintor alagoano Pierre Chalita.) Durante a adolescência, fez cursos de desenho e pintura no ateliê da Fundação Pierre Chalita (1979) e cursos de especialização na língua inglesa na Bonners Ferry High School e língua francesa na Universidade de Lyon II, na França. 
Em 1980, formou-se em letras pela Universidade Federal de Alagoas e neste mesmo ano, integrou uma exposição coletiva no Museu de Arte Contemporânea - XXXIII, no Salão Oficial de Artes em Pernambuco. Em 1981, participou de outra mostra coletiva na Galeria Italínea, em Maceió e em 1985, fez sua primeira exposição individual na antiga Sucata Decorações também em Maceió. No ano de 1988, frequentou a Escola de Artes Visuais do Parque Laje, no Rio de Janeiro.
Desde a adolescência, Eva trabalhou em inúmeros projetos sociais na tentativa de resgatar através da arte, famílias, jovens e adolescentes de alto-risco expostos a criminalidade, drogas, violência e prostituição. Em 1999, iniciou um projeto com crianças e adolescentes carentes junto a Cruz Vermelha de Maceió com uma oficina-olaria, onde a artista as ensinava a fazer peças de cerâmica e tecelagem. Em 2001, em comemoração aos 40 anos da Universidade Federal de Alagoas, foi convidada para abrir a pauta anual da Pinacoteca Universitária com a exposição individual Barro Oco, apresentando o resultado dos trabalhos feitos na Cruz Vermelha.
Nos anos seguintes, Eva participou de diversas exposições coletivas e projetos sociais, dentre eles se destaca o trabalho experimental e lúdico-sensorial com o barro na comunidade do Muquém, em 2010 e sua participação no Projeto Sarar em 2013, onde Eva, através pintura tentava recuperar dependentes químicos em recuperação.
Após um longo período sabático, pois sempre foi difícil conciliar tarefas ordinárias do dia-a-dia com a necessidade de uma disciplina de ateliê, a artista retornou à Pinacoteca Universitária, como artista convidada, após 14 anos de sua última exposição individual naquele espaço.  A mostra ocupou os dois salões da instituição, com 16 obras e encerrou brilhantemente a pauta de exposições de 2015, tendo a visitação recorde do ano no museu. 

## Características da obra
Uma característica de seus trabalhos é o material que utiliza para pintar: tecidos, papelões, caixas, carpetes, toalhas.

## Prêmios
Em junho de 2016, a artista recebeu o Prêmio Camões Luso Brasileiro 2015/2016 por sua trajetória de mais de 30 anos de carreira, pelos seus trabalhos filantrópicos em prol de famílias, crianças e adolescentes em situação de risco e pela exposição Moira, realizada na Pinacoteca Universitária em dezembro de 2015. Na cerimônia, um texto escrito por sua filha, a atriz Flora Le Campion Uchoa, foi lido durante a entrega do troféu, relembrando a história de luta da mãe nos campos artístico e humanitário. 

## Exposições
- 1980 Exposição Coletiva - Galeria Línea, Maceió-AL.

- 1980 Pintores Alagoanos - Galeria Mário Palmeira, Maceió-AL.

- 1981 XXXIII Salão de Artes Plásticas de Pernambuco, Recife.

- 1983  Circuito de Artes Plásticas da Região Nordeste - Universidade Federal de Alagoas, Maceió-AL.

- 1985  Galeria Sucata, Maceió

- 1992  ECO 92 - Fundação Pierre Chalita, Maceió-AL.

- 1993  Workshop Brasil / Alemanha, Museu da Arte Brasileira, Fundação Pierre Chalita, Maceió-AL.

- 1996  Os Treze, Fundação Pierre Chalita, Maceió - Velas Artes - SEBRAE/AL, Maceió-AL.

- 1997  Soma - Fundação Pierre Chalita, Maceió.

- 1998  Mudança de Estado, Casa da Arte, Maceió e SESC, Aracaju/SE.

- 2000  Olhar Alagoas - Exposição Coletiva - Pinacoteca Universítária, Maceió-AL.

- 2001  Barro Oco - Exposição Individual - Pinacoteca Universitária, Maceió-AL.

- 2014  Triangulações 2014 - Exposição Coletiva - Pinacoteca Universitária - Maceió/AL, Museu de Artes Brasil Estados Unidos - Belém/PA, Museu de Arte Moderna da Bahia (MAM-BA) - Salvador/BA.

- 2014 1º Salão de Arte Contemporânea de Alagoas - Exposição Coletiva - Complexo Cultural Teatro Deodoro, Maceió-AL.

- 2015  Amostra Grátis - Exposição Coletiva - Complexo Cultural Teatro Deodoro, Maceió-AL.

- 2015 O eu feminino: leveza e força da Mulher - Exposição Coletiva - Museu Palácio Floriano Peixoto (Mupa), Maceió-AL.

- 2015 Cinco - Exposição Coletiva - Galeria Gamma, Maceió-AL.

- 2015 Moira - Exposição Individual - Pinacoteca Universitária, Maceió-AL.

- 2016  Circuito II - Exposição Coletiva - Galeria Gamma, Maceió-AL.